# Chambourcy
Chambourcy är en kommun i departementet Yvelines i regionen Île-de-France i norra Frankrike. Kommunen ligger i kantonen Saint-Germain-en-Laye-Sud som tillhör arrondissementet Saint-Germain-en-Laye. År 2022 hade Chambourcy 5 826 invånare.

## Befolkningsutveckling
Antalet invånare i kommunen Chambourcy
| Referens: INSEE |